# Arroyo Cerquilla
El río Cerquilla es un río afluente del río Cega por su margen derecha. Sus aproximadamente 30 km de recorrido discurren por el norte de la provincia de Segovia.
Nace en el término municipal de Fuentepiñel, atraviesa posteriormente el sur del municipio de Fuentesaúco de Fuentidueña, separa el de Cozuelos de Fuentidueña del de Olombrada (zona de Vegafría) para adentrarse después en el término de Perosillo, donde recibe al arroyo Cagarroñas. Una vez recogidas las aguas de este último, atraviesa el casco urbano de Frumales y acercándose a los últimos kilómetros de su recorrido, entra en el término de Cuéllar por Dehesa Mayor, donde recibe al arroyo Mondajos y comienza a marcar la frontera del Mar de Pinares. En la zona de La Vega, limita junto al arroyo Pradillos el paraje de El Espadañal.
Finalmente, desemboca en el río Cega en el pago del Tabladillo.